# Bellflower
『Bellflower』（ベルフラワー）は、1985年12月8日に発売された松本典子のベスト・ミニアルバム。発売元はCBSソニー。規格品番は、LP:20AH-1968。

## 解説
デビューからのシングル3枚とファースト・アルバムから1曲、さらに新曲1曲を加えた全5曲を収録。デビューの1年を総括するような1枚となっている。10万枚限定で発売された。
「いっぱいのかすみ草」は、アルバム『Straw Hat』収録のバージョンとは編曲が少々異なっており、このバージョンは『GOLDEN☆BEST Limited -松本典子-』に収録されている。
発売当時の帯コピーは、" 風に薫るBellflowerにのせて、届けたい典子の想い・・・"

## 収録曲

### Side A
1. さよならと言われて
作詞：銀色夏生 / 作曲：呉田軽穂 / 編曲：松任谷正隆
  - 3枚目のシングルA面曲。
2. 硝子のアジアンタム
作詞：松井五郎 / 作曲：来生たかお / 編曲：大村雅朗
  - 本アルバム唯一の新曲。
3. 青い風のビーチサイド
作詞：麻生圭子 / 作曲：岸正之 / 編曲：船山基紀
  - 2枚目のシングルA面曲。

### Side B
1. 春色のエアメール
作詞・作曲：EPO / 編曲：大谷和夫
  - 1枚目のシングルA面曲。
2. いっぱいのかすみ草 (Bellflower Version)
作詞：麻生圭子 / 作曲：柴矢俊彦 / 編曲：丸山恵市
  - アルバム『Straw Hat』収録曲の別バージョン。

## 参考資料
- 1985.03.21 松本典子  – アイドル・ポップ・データベース
- Idol.ne.jp | 70-80年代アイドル・芸能・サブカル考察サイト